# Maison de Castellane
Pour les articles homonymes, voir Castellane (homonymie).
La maison de Castellane est une famille subsistante de la noblesse française, d'extraction féodale, originaire de Provence.
Elle a formé depuis le XIe siècle un grand nombre de branches, dont la plupart sont aujourd'hui éteintes. Elle a donné de nombreux chevaliers ou commandeurs de l'Ordre de Malte, neuf évêques ou archevêques, de nombreux officiers, deux lieutenants-généraux, six maréchaux de camp, des chevaliers des ordres du roi, et un maréchal de France en 1852.

## Histoire

### Origines
La maison de Castellane tire son nom de la petite ville de Castellane, en Haute-Provence, que ses premiers seigneurs possédaient en toute souveraineté depuis le Xe siècle.
Dès la fin du Xe siècle, les sires et barons de Castellane occupaient dans la Haute-Provence un rang exceptionnel où ils régnaient de facto en souverains et frappaient leur propre monnaie. Il est supposé par certains auteurs que cette assise foncière et territoriale proviendrait de l'héritage du comte Griffon par les femmes à travers un mariage avec Rostaing, père de Pons Arbald, aïeuls de Boniface Ier.
Ils possédèrent seuls l'administration de la justice jusqu'au début du XIIIe siècle, mais prêtèrent hommage aux comtes de Provence à partir de 1189.
La maison de Castellane est une des plus anciennes familles françaises subsistantes, sa filiation étant suivie depuis Boniface, sire ou baron de Castellane, vivant en 1089, qui fut cette année-là choisi avec d'autres seigneurs provençaux pour servir d'arbitre entre les abbés de Saint-Victor de Marseille et de Saint-Honorat de Lérins.

### La baronnie de Castellane
Les auteurs ne s'accordent pas sur l'origine de cette souveraineté, mais dans les chartes des Xe siècle, XIe siècle et XIIe siècle, on lit que la famille de Castellane était souveraine sur sa terre de Castellane à cette époque.
Boniface III de Castellane, qualifié baron de Castellane, seigneur de Salernes et de plusieurs autres terres et châteaux, se croyant souverain de ses petits états, voulut se soustraire à l'hommage qu'il devait à son prince. Il fut assiégé dans la ville de Castellane par Alphonse II roi d'Aragon et son fils le comte de Provence, et contraint de prêter foi et hommage en octobre 1189 pour toutes les terres  qu'il possédait.
Boniface IV de Castellane, son petit-fils, fut seigneur de Castellane, Salers, Villecroze et de 26 autres terres pour lesquelles il prêta hommage au comte de Provence Raymond Béranger en 1226.

### Période moderne
La maison de Castellane a donné plus de cent chevaliers ou commandeurs de l'Ordre de Malte qui presque tous moururent en possession de commanderies.
Ses membres furent reçus 9 fois aux honneurs de la Cour de 1750 à 1787.

## Principales branches
Boniface IV de Castellane, vivant en 1226, épousa Agnès Spata ou Spada, héritière de la seigneurie de Riez. Il en eut au moins deux fils :
- Boniface dit Galbert, marié à Sibille, dame de Fos, auteurs de la lignée des seigneurs de Salernes ;
- Boniface dit de Riez, baron de Castellane, décapité en 1247, marié à Alix des Baux, fille du vicomte de Marseille (probablement Raymond des Baux-Meyrargues), auteurs de la lignée de Riez.

Ces deux frères furent les auteurs de deux grandes lignées qui se sont divisées en un très grand nombre de branches et rameaux, dont plusieurs se sont perpétués jusqu'au XIXe siècle.

### Lignée de Salernes
Branche aînée, barons d'Entrecasteaux et comtes de Grignan
La branche aînée des seigneurs de Salernes s'éteignit au début du XVIIIe siècle avec le marquis de Grignan, sans postérité de son mariage en 1704 avec Mademoiselle de Saint-Amand. Sa mère, la comtesse de Grignan, était Françoise de Sévigné (1646-1705), la principale destinataire des lettres de sa mère, Madame de Sévigné.
Branche de Castellane-Esparron et rameau de Castellane Saint-Julien
Georges de Castellane-Salernes est marié en 1435 à Marguerite de Trians ; ils ont quatre fils, dont Raymond Geoffroy qui est l'auteur de la branche d'Esparron et du rameau de Saint-Julien.
Louis Provence de Castellane-Esparron est autorisé par le Roi Juan-Carlos d'Espagne en 1993 à relever le titre espagnol de duc d'Almazan de Saint-Priest et de grand d'Espagne de 1re classe, à lui transmis en ligne féminine.
Rameau de Castellane-Novejan
Ce rameau, issu de la branche d'Esparron, a pour auteur Pompée de Castellane, seigneur de Novejan, marié en 1580 à Lucrèce-Artaud de Montauban.
Rameau de Castellane-Montmeyan
Georges de Castellane-Salernes est marié en 1435 à Marguerite de Trians ; ils ont quatre fils, dont Honoré qui est l'auteur du rameau de Montmeyan.
Rameau de Fox-Amphoux
Les seigneurs de Salernes sont les auteurs du rameau de Fox-Amphoux.

### Lignée de Riez
Branche de Castellane-Norante
Cette branche, issue des seigneurs de Riez, a pour auteur Honoré de Castellane, marié en 1580 à Françoise de Giraud. Ces Castellane eurent Tournon, à Montauroux.
Branche de Castellane-Majastre
Cette branche, issue des seigneurs de Riez, a pour auteur Scipion de Castellane, marié en 1614 à N. de Lombard.

## Personnalités
- Joseph-Pierre de Castellane (1661-1739), évêque de Fréjus
- Michel-Ange de Castellane (1703-1782), brigadier des armées du roi, ambassadeur de France près la Sublime Porte de 1741 à 1747
- Esprit François Henri de Castellane (1730 - 1799), maréchal de camp, chevalier des ordres du roi.
- Jean-Antoine de Castellane Saint-Maurice (1732-1802), évêque de Lavaur
- Jean-Arnaud de Castellane (1733-1792), évêque de Mende
- Henri-César de Castellane-Majastre (1733-1789), chef d'escadre des armées navales
- Elléon de Castellane-Mazaugues (1746-1806), évêque de Toulon
- Jean-Joseph-Victor de Castellane-Adhémar (1748-1788), évêque de Senez
- Boniface de Castellane (1758-1837), général, préfet, homme politique, député de la noblesse aux Etats généraux de 1789
- Boniface de Castellane (1788-1862), maréchal de France et pair de France
- Henri de Castellane (1814-1847), homme politique
- Sophie de Castellane (1818-1904), femme de lettres et salonnière française.
- Marie de Castellane (1840-1915), femme de lettres et mémorialiste
- Antoine de Castellane (1844-1917), député du Cantal
- Florens de Castellane (1865-1931), fondateur à Épernay de la maison de Champagne de Castellane.
- Boni de Castellane(1867-1932), le fameux dandy, député des Alpes-de-Haute-Provence
- Jean de Castellane (1868-1965), président du Conseil municipal de Paris
- Stanislas de Castellane (1875-1959), député du Cantal, sénateur
- Boniface de Castellane (1897-1946), ambassadeur
- Victoire de Castellane (1962), créatrice de joaillerie
- Pierre de Castellane (1960-2018), maire d’Annoville (Manche), conseiller départemental de la Manche, vice-président de l’intercommunalité Coutances Mer et Bocage. Propriétaire du château d'Annoville

## Alliances
Les principales alliances de la famille de Castellane sont : de Mévouillon, de Montauban, de Bouliers (1599), de Sévigné (1669), de Bernard (1723) de Rohan-Chabot (1778), Greffulhe (1813), de Talleyrand-Périgord (1839), Jacquier de Terrebasse (1862), d'Armagnac de Castanet (1879), de Valbranca (1926), de Boisgelin (1943), de Noailles (1948), de Caumont La Force (1948), Thiery de Bercegol du Moulin (1953), de Ravinel (1966), d'Arenberg (1997).

## Armoiries
- De gueules au château d'or, sommé de 3 tours du mesme maçonné de sable, la tour du milieu plus élevée que les deux autres[2],[8],[7]
- Couronne : les armes sont souvent surmontées d’une couronne fermée, rappelant la souveraineté de la famille sur son fief jusqu'en 1189.
- Devise : May d'hounour que d'hounours (en français : plus d'honneur que d'honneurs)

| Figure | Blasonnement                                                                                          |
|        | De gueules, à la tour donjonnée de trois pièces d'or, maçonnée de sable, celle du milieu plus élevée. |

| Figure | Blasonnement |
|        | Boniface comte de Castellane (1788-1862), Maréchal de France De gueules, à la tour donjonnée de trois pièces d'or, maçonnée de sable, celle du milieu plus élevée. |

## Titres
- Baron le 14 février 1810[7].
- Comte le 9 mars 1810[7].
- Pair de France héréditaire le 17 août 1815[7].
- Comte-Pair le 31 août 1817 et 29 mai 1819[7].
- Marquis-Pair le 16 juin 1829[7],[4].

#### Publications récentes
- Jacques-Edouard Grée, Pierre de Castellane, l'homme au bout de l'allée, éditions Interservices Eurocibles, 2019, 96 p. (ISBN 978-2-35458-070-4), chap. 50.
- Eliana Magnani, Monastères et aristocratie en Provence - milieu Xe - début XIIe siècle, vol. 10, Lit Verlag, coll. « Vita Regularis. Ordnungen und Deutungen religiosen Leben im Mittelalter », 1999, 610 p. (ISBN 3-8258-3663-0, lire en ligne).
- Georges Martin, Histoire et généalogie de la maison de Castellane, Lyon, Impr. Mathias, 1989, 265 p. (ISBN 2-901990-07-X).
- Florian Mazel, La noblesse et l'Église en Provence, fin Xe – début XIVe siècle. L’exemple des familles d’Agoult-Simiane, de Baux et de Marseille, Paris, éditions du CTHS, 2002 (ISBN 2-7355-0503-0, lire en ligne).
  - Florian Mazel, La noblesse et l'Église en Provence, Xe – XIVe siècle : l’exemple des familles d’Agoult-Simiane, de Baux et de Marseille, vol. 4 (thèse de doctorat), Université d'Aix-Marseille, 2000 a (lire en ligne).
- Éric Mension-Rigau, Boni de Castellane, Paris, Perrin, Tempus, 2008, 2016, 350 p. (lire en ligne).
- Natasha Valzey, « L’évêché de Senez (Alpes-de-Haute-Provence) et la famille des Castellane », Bulletin de la Société d’études scientifiques et archéologiques de Draguignan et du Var, 42 (2002), p. 23-45.

#### Ouvrages anciens
- Inventaire général des papiers renfermés dans les archives du château de Grimaud : auquel on a joint l'histoire de la maison de Castellane de Provence, pour servir à celle de Castellane St-Jeurs et Grimaud, fait en l'année 1781, Marseille, Imprimerie typographique et lithographique Saint-Léon, 1902, XV-203 p. (lire en ligne).
- Gustave Chaix d'Est-Ange, Dictionnaire des familles françaises anciennes ou notables à la fin du XIXe siècle. t. IX Cas-Cha., Évreux, impr. de C. Hérissey, 1910 (lire en ligne), p. 3-10.
- Edmé-Méry Leclerc de Juigné de Lassigny, Généalogie de la maison de Castellane. 1re partie : Des origines à la perte de Castellane, 987-1262, impr. de Vitte, 1912, Lyon, 103 pages.
- Tisseron, Quincy, Notice historique sur la maison de Castellane, Paris, impr. de A. Saintin, 1845 (lire en ligne).
- Maison de Castellane. Branche de Salernes, Paris, Conseil héraldique de France, 1885, 93 p. (lire en ligne).
- Artefeuil (et tomes suivants), Histoire héroïque et universelle de la noblesse de Provence, t. I, Avignon, François Seguin, 1776, [6]-XIV-549 (lire en ligne)